# 阮福綿𡩀
阮福綿𡩀（越南语：／，1833年7月19日—1905年5月7日），字君公（越南语：／），號約亭（越南语：／），越南阮朝明命帝第六十六子，生母才人陳氏清。

## 生平

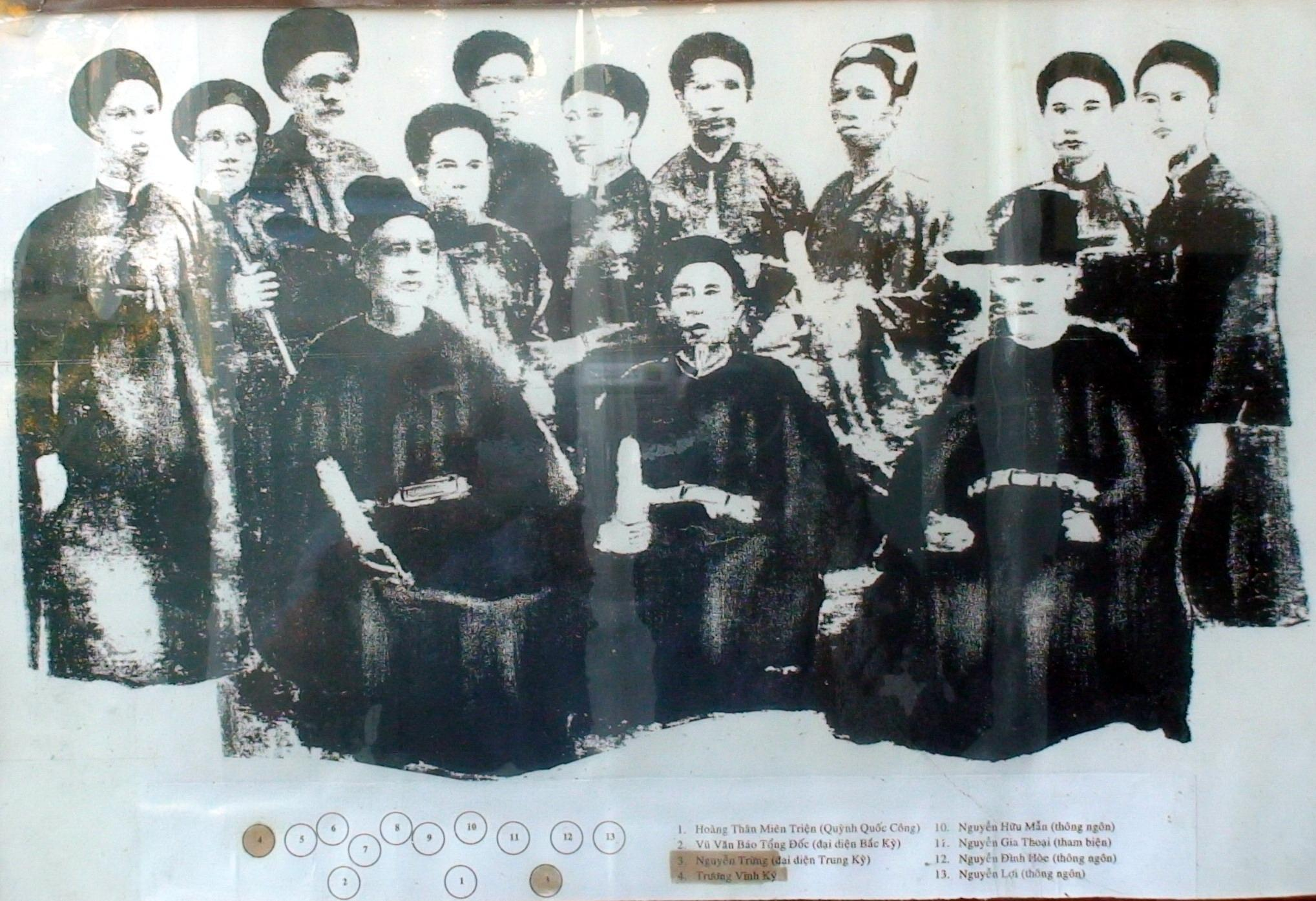
1889年阮福綿𡩀（前排中間）擔任正使的使團

明命十四年六月三日（1833年7月19日），阮福綿𡩀在順化皇城出生。嗣德三年（1850）年正月，受封為肇豐郡公（越南语：／）。嗣德三十一年（1878年）正月，晉封瓊國公（越南语：／）。嗣德三十六年（1883年）六月，協和帝立，晉封弘化公（越南语：／）。十一月，阮文祥和尊室說再次發動政變，廢黜協和帝，擁立建福帝即位。阮福綿𡩀和綏理王阮福綿寊等王公因為親近協和帝而不得不遠走順安汛向法國官員尋求庇護。協和帝時期所晉封的爵位被建福帝廢除。同月，降封為肇豐鄉公（越南语：／）。同慶乙酉年（1885年）十月，開復為肇豐郡公（越南语：／）。
成泰元年（1889年）二月，阮福綿𡩀再開復為瓊國公（越南语：／）。四月，朝廷派阮福綿𡩀為正使出使法國，商討法國派官員駐紮越南諸省事宜。成泰七年（1895年）閏五月，再開復為弘化公（越南语：／）。成泰十七年四月四日（1905年5月7日），在順化京城去世，壽七十三歲，葬於承天府香水縣居正總楊春社。成泰帝追贈其為弘化郡王（越南语：／）。

## 文學
阮福綿𡩀是一位詩人，曾著有《約亭詩抄》，由其兄倉山先生從善王阮福綿審評，葦野先生綏理王阮福绵寊審定。

## 子女
弘化郡王房獲賜厂字部。但阮福綿𡩀無子，只有兩女。成泰元年（1889年），過繼壽春王阮福綿定第42子阮福洪游為嗣，改名阮福洪厚。
- 嗣子
  - 子弘化縣公阮福洪厚
    - 孫弘化縣侯阮福膺厖
- 女
  - 阮氏同庚（Đồng Canh），字貴良（Quý Lương），號淡芳女史[11]，嫁清化布政使阮科論之子阮科淞。
  - 阮氏蔚姚（Úy Đào）